# (17702) Kryštofharant
(17702) Kryštofharant ist ein Asteroid des Hauptgürtels, der am 1. Mai 1997 vom tschechischen Astronomen Petr Pravec an der Sternwarte Ondřejov (IAU-Code 557) auf dem Berg Manda in Ondřejov entdeckt wurde.
Benannt wurde er am 9. März 2001 zu Ehren des böhmischen Adeligen, kaiserlichen Kämmerers, Komponisten, Schriftsteller, Orientreisenden und Humanisten Christoph Harant von Polschitz und Weseritz (1564–1621), der eine der bekanntesten Persönlichkeiten Böhmens am Ende des 16. und Anfang des 17. Jahrhunderts war.
Der Himmelskörper gehört zur Eos-Familie, einer Gruppe von Asteroiden, welche typischerweise große Halbachsen von 2,95 bis 3,1 AE aufweisen, nach innen begrenzt von der Kirkwoodlücke der 7:3-Resonanz mit Jupiter, sowie Bahnneigungen zwischen 8° und 12°. Die Gruppe ist nach dem Asteroiden (221) Eos benannt. Es wird vermutet, dass die Familie vor mehr als einer Milliarde Jahren durch eine Kollision entstanden ist.